# 은행나무로 (안동시)
은행나무로(銀杏-路)는 경상북도 안동시 송현동에서 안동시 송현동 낙동강변을 연결하는 도로이다.

## 주요 경유지
- 안동YMCA
- 옥동2·3주공아파트

## 주요 교차도로
- 경북대로
- 옥서로
- 하이마로